# Oliver Shallenberger

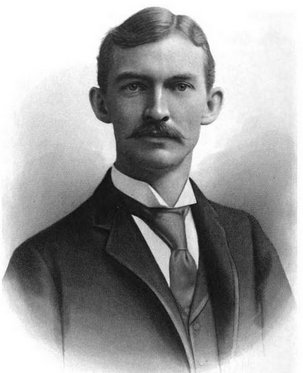
Oliver Shallenberger

Oliver Blackburn Shallenberger (Rochester, 7 mei 1860 – 23 januari 1898) was een Amerikaans elektrotechnicus en uitvinder. In 1888 vond hij een ampère-uurmeter uit en in 1894 een inductieve wattmeter om wisselstromen te meten, belangrijke onderdelen in wisselstroomnetwerken.

## Levensloop
Oliver Shallenberger was de zoon van dr. Aaron T. Shallenberger, een vooraanstaand arts uit Pennsylvania en Mary Bonbright. In 1877 werd hij toegelaten tot de Naval Academy als cadet techniek. Na het voltooien van een driejarige opleiding in Annapolis en een tweejarige training op een opleidingsschip, monsterde hij aan op het Amerikaanse vlaggenschip "USS Lancaster". Hij spendeerde een groot gedeelte van de tijd in het Middellandse Zeegebied.
In 1883 keerde Oliver terug naar de Verenigde Staten. In 1884 nam hij ontslag bij het leger en richtte zich volledig op de elektrische wetenschap. Nadat Thomas Edison hem afwees, nam de Union Switch & Signal Company te Pittsburgh hem aan. Dat stond onder leiding van George Westinghouse. Hier werden zijn leidinggevende capaciteiten direct herkend, waarna hij de leiding kreeg over het onderzoeksteam van het Westinghouse wisselstroomsysteem. Daartoe behoorden onder andere William Stanley Jr. en Reginald Belfield. Later werd Shallenberger benoemd tot hoofd elektrotechniek van Westinghouse Electric & Manufacturing Company.
In 1889 ging hij naar het buitenland en bezocht elektriciteitscentrales in een aantal grotere Europese steden. In 1891 gaf hij vanwege gezondheidsredenen zijn baan als hoofd op, maar bleef adviseur voor het Westinghouse' bedrijf. In 1897 bracht hij de Colorado Electric Power Company op orde, waarvan hij directeur was toen hij stierf. Als gevolg van zijn steeds zwakker wordende gezondheid overleed hij op 38-jarige leeftijd, zijn vrouw Mary Woolslair Shallenberger en een zoon en dochter achterlatend.

## Prestaties
Voor Westinghouse ontwikkelde hij diverse elektrotechnische installaties en apparaten, zoals een straatverlichtingsysteem waarbij parallel over de in serie geschakelde gloeilampen smoorspoelen waren aangebracht. Bij een onderbreking van de stroom door een gloeilamp zorgde de smoorspoel ervoor dat de normale stroomloop door de andere gloeilampen gehandhaafd bleef.
Toen hij op een dag in 1888 met een assistent bezig waren aan een nieuw type booglamp, sprong er een spiraalveer los die op een richel viel binnen in de lamp. Terwijl de assistent aanstalten wilde maken om de veer terug te plaatsen, zag Shallenberger dat de veer heel langzaam ronddraaide. Hij realiseerde zich dat de veer bewoog onder invloed van elektrische velden in de lamp. Op basis van deze toevallige ontdekking wist hij reeds na drie weken van experimenteren een functionele ampère-uurmeter te fabriceren die het energieverbruik kon meten in wisselstroominstallaties.
Hoewel deze verbruikersmeter snel populair werd had het één groot nadeel: het was niet geschikt om het verbruik van elektromotoren goed te meten omdat het alleen stromen mat en geen spanningen. Het hield dus geen rekening met de arbeidsfactor. In 1894 ontwikkelde Shallenberger een echte inductieve kilowattuurmeter, de "Westinghouse-Shallenberger meter". Deze meter, gebaseerd op het principe van Galileo Ferraris, was tevens de eerste meter met een telwerk.